# シギリ橋
シギリ橋（Sigiri Bridge）は、ケニアのンゾイア川にかかる上路プレートガーダー橋で、西部ブシア ブラダンギにある。
シギリ橋は、両端の橋台と、橋台からそれぞれ25メートル離して設けられた橋脚で支持された全長100メートルの橋である。橋は3つのスパンに分かれているが、両端のスパンはそれぞれ橋脚から9メートルずつ中央側に延びているので、最大支間長（この場合は中央のスパン長）は32メートルである。各スパンは鋼・コンクリート複合構造で、コンクリート製床版を乗せてT形梁とした12本のI形鋼で構成されている。
2014年にンゾイア川を渡ろうした9人がボートの転覆で溺れて死亡した事件を受けて、橋の建設計画が持ち上がった。2016年2月から12億ケニア・シリング（約14億円）をかけて中国の中国海外工程（COVEC）により建設が開始された。2017年7月を目標に完成予定であったが、2017年6月26日、橋の中心地点から崩落した。28人の建設作業員が怪我をして病院に搬送された。
COVECは声明を出し、橋を再建設すると発表している。

## 参照
- 中国企業手掛けたケニアの橋、完成前に崩落　総工費１４億円